# Wil Schackmann
Wil Schackmann (Rotterdam, 8 april 1951) is een Nederlandse schrijver.

## Loopbaan
Schackmann debuteerde in 1987 met De dood van opa Appinga. Hij schreef onder meer als co-auteur diverse afleveringen voor de Nederlandse televisieserie Medisch Centrum West. Als schrijfteamleider werkte hij van 1992 tot 1999 voor de Duitse ziekenhuisserie Stadtklinik. Daarna schreef hij diverse filmscripts en toneelstukken.
In 2006 verscheen van zijn hand De Proefkolonie, een beschrijving van de eerste kolonie in Frederiksoord van de Maatschappij van Weldadigheid. In 2013 verscheen De bedelaarskolonie, over het bedelaarsgesticht in Ommerschans, eveneens opgericht door de Maatschappij van Weldadigheid. Zijn derde boek in de serie over de koloniën van de Maatschappij van Weldadigheid, De kinderkolonie, verscheen in 2016. Het laatste deel in deze serie, De strafkolonie, verscheen in 2018.
In 2022 schreef hij een boek over Nederlands eerste feministe Etta Palm, waar hij sinds 2001 aan had gewerkt.

## Literaire prijs
Samen met Paul Lochtenberg ontving hij in 2000 voor Het Leven sta Je Steeds Weer Van Te Kijk de ANV-Visser Neerlandia-prijs.